# الخوبه
الخوبة (به عربی: الخوبة) یک منطقهٔ مسکونی در عربستان سعودی است که در استان جازان واقع شده‌است.